# Syagrus oleracea

El palmito amargo  (Syagrus oleracea)  es una especie de planta de la familia de las arecáceas. Es originaria de Brasil donde se distribuye por la Amazonia, la Caatinga, el Cerrado y la Mata Atlántica.

## Descripción
Elegante especie con un tronco alto y delgado, y hojas arqueadas y plumosas. En el Brasil, esta es una planta ornamental muy popular, también se cultiva para la obtención de su yema apical, de sabor algo amargo, y por sus grandes frutas.

## Taxonomía
Syagrus oleracea  fue descrita por  (Mart.) Becc.  y publicado en Agricoltura Coloniale 10: 467. 1916.
Etimología
Syagrus: nombre genérico utilizado por Plinio el Viejo para una especie de palmera.
oleracea: epíteto latino que significa "vegetal de cocina".
Sinonimia
- Calappa oleracea (Mart.) Kuntze
- Cocos oleracea Mart.
- Cocos oleracea var. platyphylla Drude
- Cocos picrophylla Barb. Rodr. ex Becc.
- Syagrus gomesii Glassman
- Syagrus oleracea var. platyphylla (Drude) Becc.[5]